# Pycnopogon pallidipennis
Pycnopogon pallidipennis là một loài ruồi trong họ Asilidae. Pycnopogon pallidipennis được Brullé miêu tả năm 1836.